# Automeris caeca
Automeris caeca é uma espécie de mariposa do gênero Automeris, da família Saturniidae.